# ایان ورتینگتون
ایان ورتینگتون (به انگلیسی: Ian Worthington) (متولد ۱۹ مارس ۱۹۵۸ در لیتهام سنت آنس، لنچستر) مورخ تاریخ باستان انگلیسی-استرالیایی است. او لیسانسش را در دانشگاه Hull به سال ۱۹۷۹ و فوق لیسانسش را در دانشگاه دورهام (به همراه P.J. Rhodes) در سال ۱۹۸۱ در انگلستان و دکترایش را در دانشگاه ملبورن (به همراه J.R. Ellis) به سال ۱۹۸۷ گرفت. او در استرالیا در دانشگاه نیوانگلند به سال‌های ۱۹۸۸ تا ۱۹۹۳ و دانشگاه تاسمانی به سال‌های ۱۹۹۳–۱۹۹۷ کار کرد. از سال ۱۹۹۸ تا کنون او در آمریکا تدریس می‌کند و استاد تاریخ باستان دانشگاه میزوری در میزوری کلمبیا است. او با چندین اثر در زمین اسکندر مقدونی کار کرده‌است. از سال ۲۰۰۴، او ویراستار ارشد Brill's New Jacoby است.